# Wsiewołod Strażewski

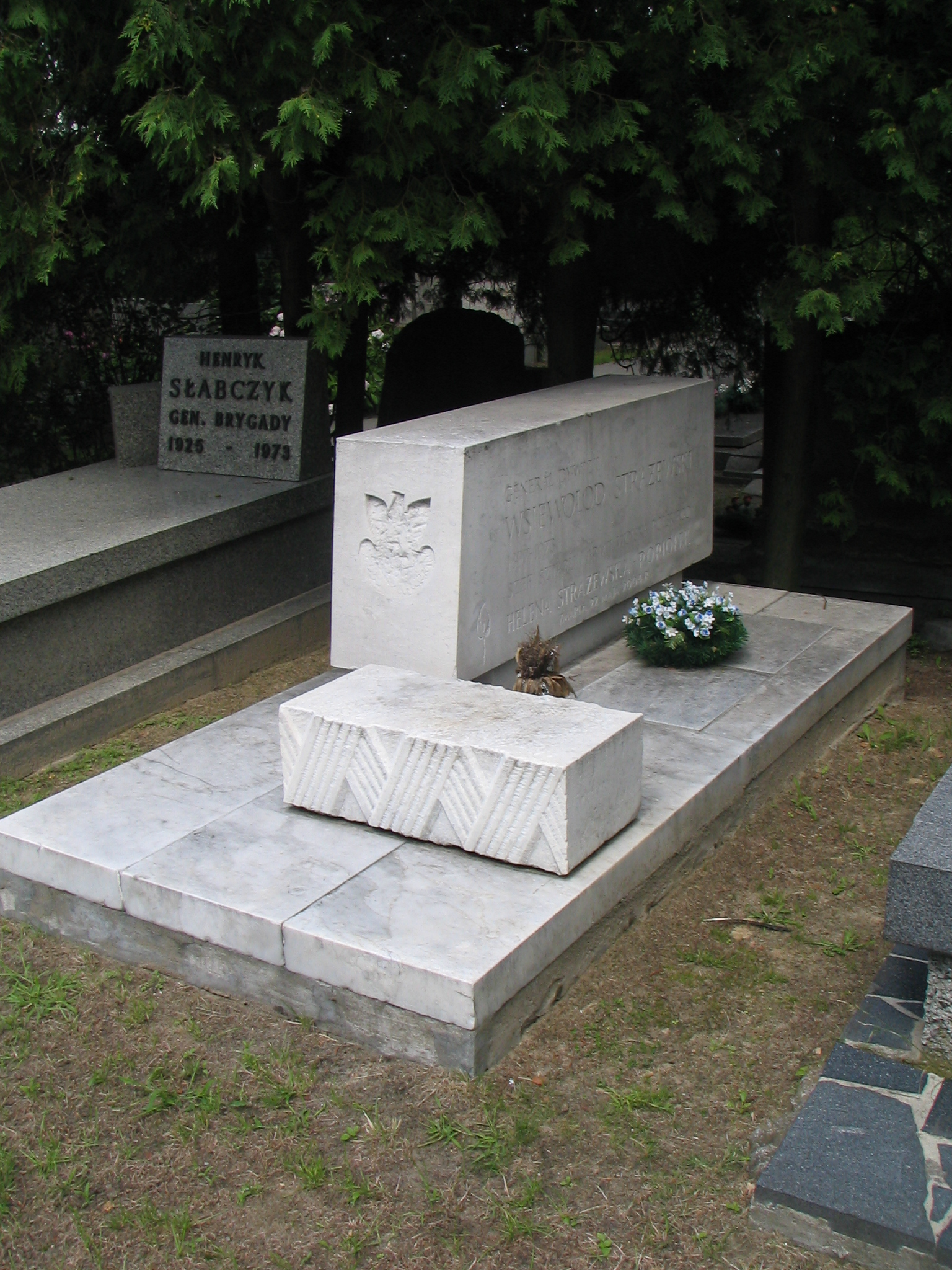
Grób Wsiewołoda Strażewskiego i jego córki Heleny na cmentarzu Wojskowym na Powązkach

Wsiewołod Ilicz Strażewski ros. Всеволод Ильич Стражевский (ur. 21 sierpnia 1897 w Wierzbołowie na Suwalszczyźnie, zm. 25 sierpnia 1973 w Warszawie) – Rosjanin, generał porucznik Armii Czerwonej, generał dywizji ludowego Wojska Polskiego.

## Życiorys
Syn urzędnika celnego Ilji (Eliasza) z Litwy i Luizy z Getwaldów, córki szwedzkiego admirała. W 1914 wraz z rodziną ewakuowany w głąb Rosji, w 1917 ukończył w Surażu seminarium nauczycielskie i pracował jako nauczyciel na terenach Rosji, a później ZSRR. W 1920 ukończył Wyższy Kurs Pedagogiczny w Moskwie. W 1918 zapisał się do RKP(b), ale z powodu szlacheckiego pochodzenia przez 3 lata był kandydatem do partii.
Od 1923 był zawodowym oficerem Armii Czerwonej, gdzie pełnił służbę jako dowódca kompanii 66 pułku piechoty 29 Dywizji Piechoty. Instruktor polityczny, a w latach 1927–1928 komisarz 86 pułku piechoty w tej dywizji. Potem na wyższych stanowiskach służbowych w Sztabie Głównym. Komendant Domu Armii Czerwonej w Smoleńsku, a od 1930 w Rostowie nad Donem. Od 1932 instruktor propagandy w Wydziale Techniczno-Bojowym Sztabu Dowodzenia Wojsk Lotniczych Armii Czerwonej, od 1933 pomocnik szefa Wydziału Organizacyjno-Mobilizacyjnego Sztabu Głównego Armii Czerwonej. W latach 1935–1938 studiował w Akademii Wojskowej im. Frunzego w Moskwie. W czerwcu 1938 roku aresztowany w ramach wielkiej czystki, ale zwolniony i formalnie przeniesiony do rezerwy. W grudniu 1940 roku powrócił do służby jako wykładowca taktyki na Wyższych Kursach Doskonalenia Szefów Sztabu.
W latach 1941–1944 walczył na frontach: Stalingradzkim, 2 Ukraińskim i 1 Białoruskim, m.in. jako szef sztabu 299 Dywizji Piechoty i 33 Gwardyjskiego Korpusu Piechoty w stopniu pułkownika. W marcu 1944 roku skierowany został w stopniu podpułkownika do Polskich Sił Zbrojnych w ZSRR: zastępca szefa sztabu Armii Polskiej ds. mobilizacyjnych, potem szef sztabu 1 Armii Wojska Polskiego. 
2 listopada 1944 został awansowany na stopień generała majora Armii Czerwonej, a 3 listopada generała brygady przez Krajową Radę Narodową. Od marca 1945 roku pierwszy wiceminister Obrony Narodowej. 9 sierpnia 1945 Krajowa Rada Narodowa mianowała go generałem dywizji. Potem kolejno dowódca Okręgu Wojskowego: III Poznańskiego (1946–1948), I Warszawskiego (1948–1949), IV Śląskiego (1949–1956). Od 1952 do 1956 był posłem na Sejm PRL I kadencji.
Był przewodniczącym Wojewódzkiego Komitetu Bezpieczeństwa w Poznaniu. W czasie wydarzeń czerwcowych w Poznaniu brał udział w pracach sztabu gen. Popławskiego, w tym w naradzie (godz. 20, 28 czerwca 1956 roku), kiedy to padł rozkaz użycia ciężkiej artylerii w przypadku przedłużania się walk w centrum miasta.
28 listopada 1956 roku powrócił do ZSRR, gdzie w marcu 1957 został zdemobilizowany jako „nadmiernie spolszczony” i przeniesiony w stan spoczynku.
Przyjeżdżał często do Polski, gdzie się m.in. leczył. W 1972 osiadł w Polsce na stałe. Interesował się teatrem, kolekcjonował obrazy, grał na skrzypcach i fortepianie, malował, dużo czytał.
Zmarł w Warszawie, pochowany 29 sierpnia 1973 w Alei Zasłużonych cmentarza Wojskowego na Powązkach w Warszawie (kwatera B-2-TUJE-21). W pogrzebie wzięli udział m.in. premier Piotr Jaroszewicz, sekretarz KC PZPR Stanisław Kania, wicepremier Kazimierz Olszewski, wiceminister obrony narodowej gen. Józef Urbanowicz oraz attaché wojskowy, morski i lotniczy Ambasady ZSRR w Warszawie płk Walery Fiodorow. Przemówienie w imieniu kierownictwa MON wygłosił gen. dyw. Florian Siwicki - wiceminister obrony narodowej i szef Sztabu Generalnego WP.
Jego żoną była Olga Strażewska z domu Bova-Bosse (1899–1986), urodzona w Dźwińsku w rodzinie francuskiego pochodzenia, pochowana również na cmentarzu Wojskowym na Powązkach (kwatera B4-9-12). Ich córka Helena Strażewska-Popiołek (1919–2004) spoczęła w grobie ojca. 

### Wykształcenie wojskowe
- Akademia Wojskowa im. Michaiła Frunzego w Moskwie (1935–1938)
- Wojskowa Akademia Sztabu Generalnego Sił Zbrojnych ZSRR im. K. J. Woroszyłowa w Moskwie (1954–1955)

## Ordery i odznaczenia
- Order Sztandaru Pracy I klasy (1954)
- Krzyż Komandorski z Gwiazdą Orderu Odrodzenia Polski (1956)
- Order Krzyża Grunwaldu II klasy (20 lipca 1946)[6]
- Krzyż Komandorski Orderu Odrodzenia Polski (1945)
- Order Krzyża Grunwaldu III klasy (29 marca 1945)[7][8]
- Krzyż Złoty Orderu Wojennego Virtuti Militari (dwukrotnie: 11 maja 1945[9][8] i 1970)
- Złoty Krzyż Zasługi (1946)
- Srebrny Medal „Zasłużonym na Polu Chwały” (1944)
- Medal za Warszawę 1939–1945 (17 stycznia 1946)[10]
- Srebrny Medal „Siły Zbrojne w Służbie Ojczyzny” (1954)
- Brązowy Medal „Siły Zbrojne w Służbie Ojczyzny”
- Medal 10-lecia Polski Ludowej
- Medal „Za udział w walkach o Berlin” (1966)
- Srebrny Medal „Za zasługi dla obronności kraju” (1968)
- Odznaka Braterstwa Broni (1965)
- Złota odznaka honorowa „Za Zasługi dla Warszawy” (1962)[11]
- Medal „25-lecia odzyskania Dolnego Śląska” (1970)[12]
- Order Lenina (20 czerwca 1949)
- Order Czerwonego Sztandaru (ZSRR, trzykrotnie: 14 lutego 1943, 3 listopada 1944, 30 kwietnia 1954)
- Order Wojny Ojczyźnianej I klasy (ZSRR, 23 października 1943)
- Order Kutuzowa I klasy (ZSRR, 6 kwietnia 1945)
- Medal „Za obronę Stalingradu” (ZSRR, 1953)
- Medal „Za zwycięstwo nad Niemcami w Wielkiej Wojnie Ojczyźnianej 1941–1945” (ZSRR)
- Medal „Za wyzwolenie Warszawy” (ZSRR)
- Medal „Za zdobycie Berlina” (ZSRR)
- Order Partyzanckiej Gwiazdy I stopnia (Jugosławia, 1946)[13]
- Order za Odwagę (Jugosławia, 1946)[13]
- Krzyż Wojenny Czechosłowacki 1939 (Czechosłowacja)